# Glochidie

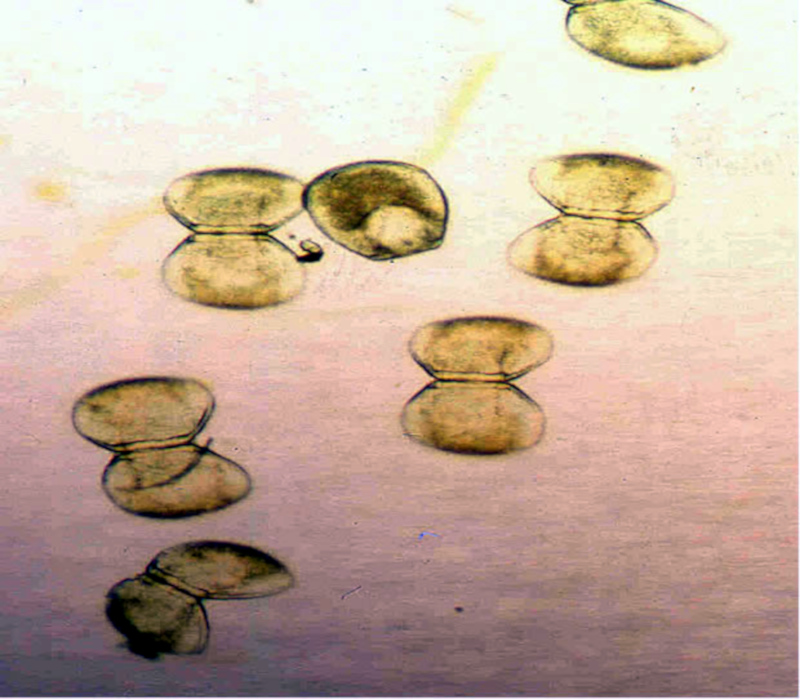
Glochidie de la moule Lampsilis higginsii

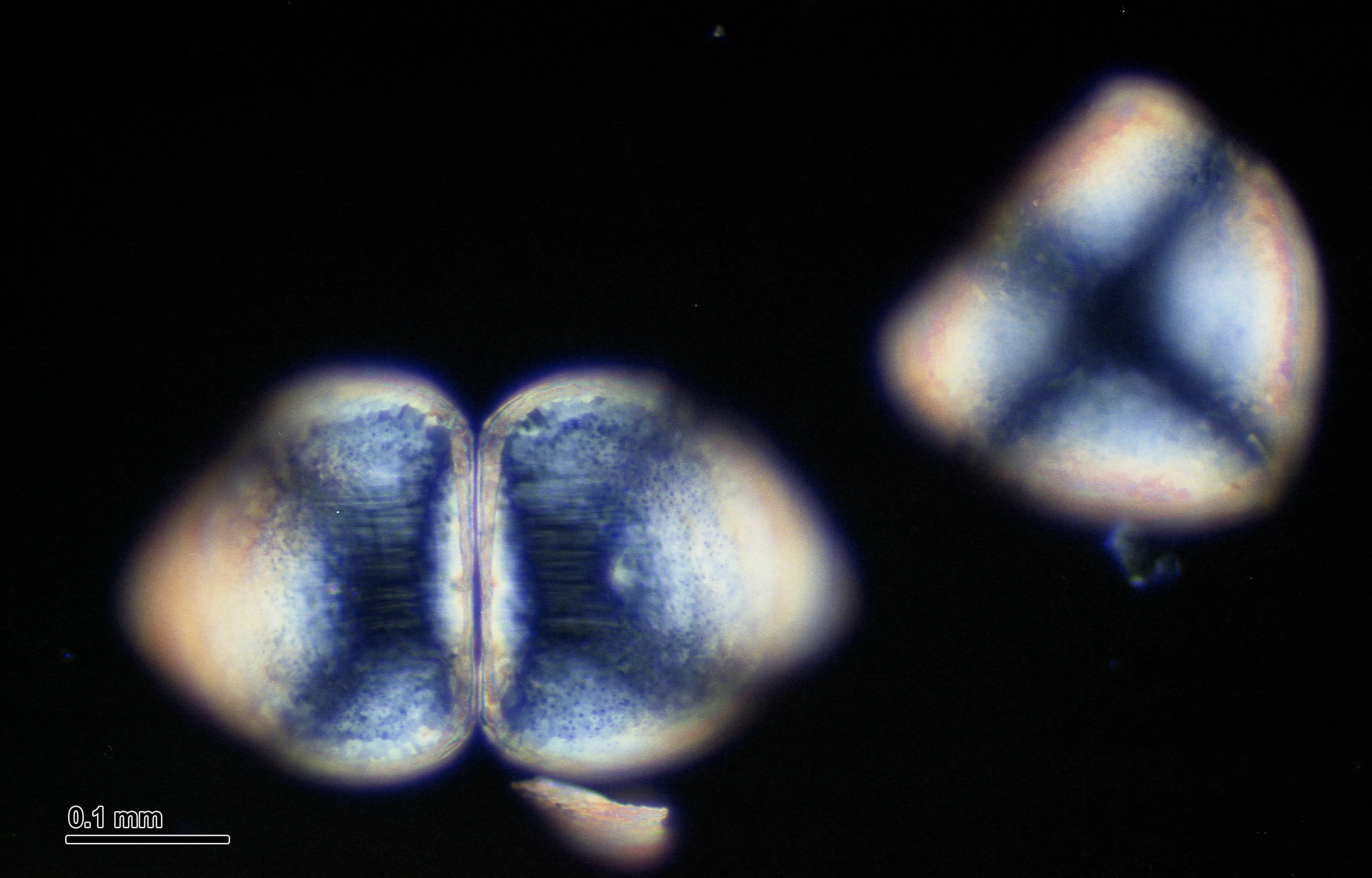
Glochidie de l'Anodonte du cygne

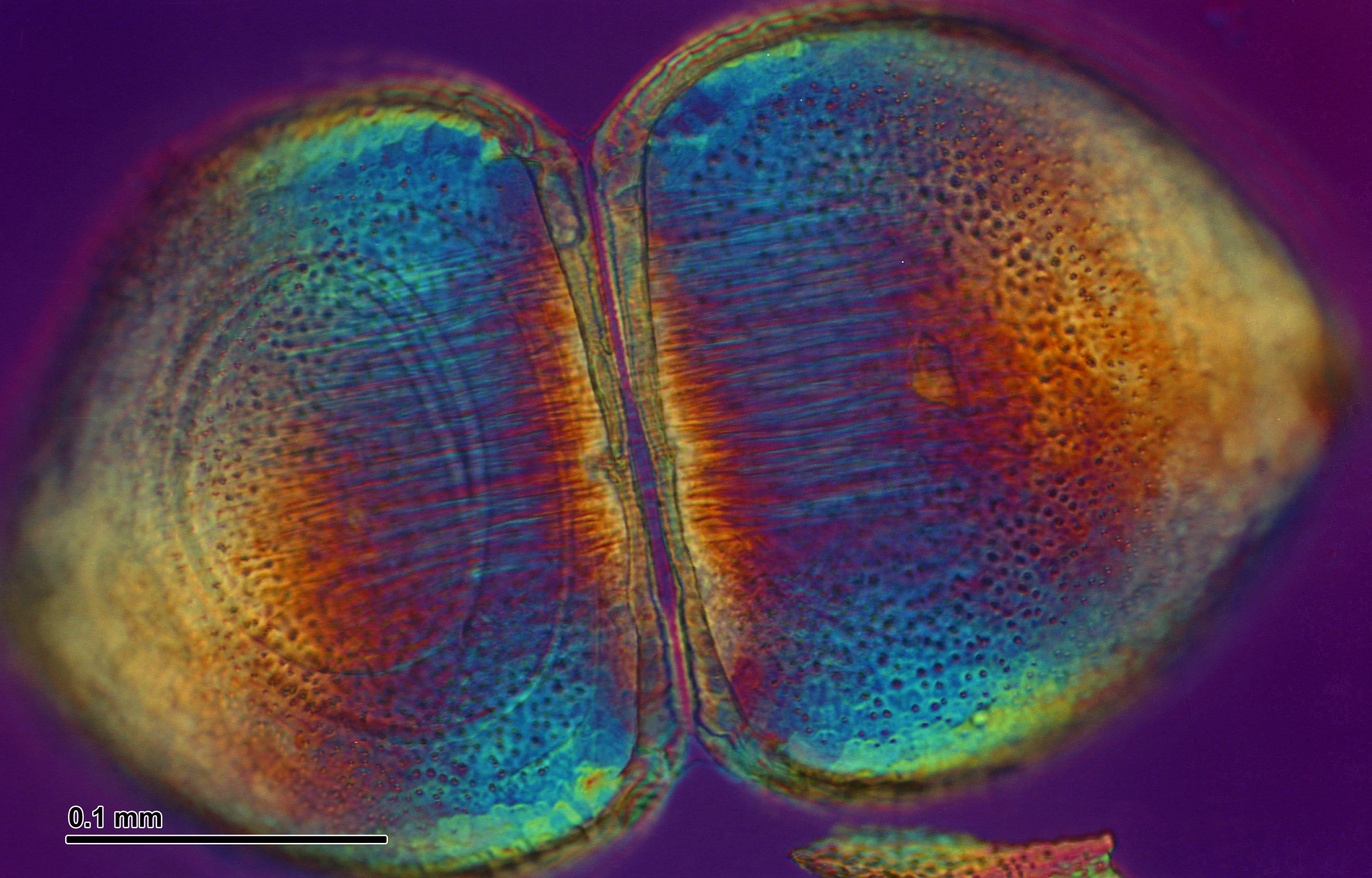
Glochidie de l'Anodonte du cygne

La glochidie est un stade larvaire de certaines moules d'eau douce, mollusques bivalves de la famille des Unionidae et des Margaritiferidae, est en relation de mutualisme (d'un poisson) durant la seconde partie de son évolution. La moule s'accroche au poisson pendant un cycle de sa vie mais aide les œufs du poisson en mangeant les champignons parasites qui risquent de tuer l’œuf du poisson.

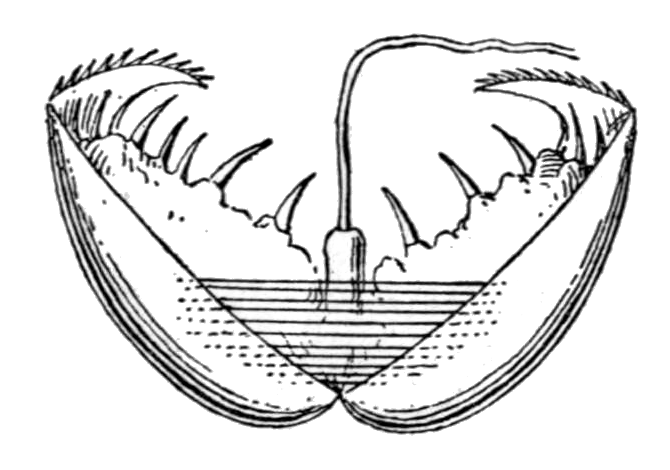
Schéma représentant la glochidie de l'Anodonte des cygnes (Anodonta cygnea). La larve mesure 0.35 mm de long

## Description
Cette forme de larve possède des crochets qui lui permettent de se fixer sur les poissons, notamment à leurs branchies, avant qu'elle ne s'en détache pour retomber sur le substrat et prendre la forme d'une jeune moule.
En procédant de la sorte la larve est transporté par le poisson-hôte parfois en amont de la rivière, ce qui assure sa propagation et contribue au brassage génétique de l'espèce.

## Histoire scientifique
Avant que l'on ne comprenne l'origine de cette forme larvaire, elle était décrite comme un « ver parasite » du poisson, bien que les glochidies ne soient pas des vers et que dans des circonstances normales, elles ne nuisent pas aux poissons (ou que leurs effets négatifs sont largement compensés par l'effet positif de la présence de l'espèce dans l'écosystème où vit le poisson).
Leur mode de vie et de nutrition commence à être mieux compris. Il semble légèrement varier selon les espèces, de même que la répartition des réserves en lipides neutres et la phosphatase acide dans le manteau. Les pellicules muqueuses qui recouvrent le manteau ont également un comportement différent face à la dessication.

## Effets de la charge parasitaire
La présence d'un trop grand nombre de glochidies peut diminuer considérablement la capacité de l'hôte à respirer. En effet le tissu branchial fortement colonisé par les glochidies qui s'y enkystent finit par se cicatriser de telle sorte qu'il perd une partie de sa fonctionnalité.
Certaines moules de la famille des Unionidae, comme Ptychobranchus fasciolaris et P. greenii, libèrent leurs glochidies dans des paquets mucilagineux appelés conglutinats.
Le conglutinat a un filament collant qui lui permet d'adhérer au substrat de sorte qu'il n'est pas emporté par le courant.

Des microvillosités (contenant de la phosphatase alcaline) sont présentes en surface du manteau, lequel semble jouer un rôle dans l'absorption des nutriments et la digestion (il pourrait aussi peut-être absorber des électrolytes). Des ganglions rudimentaires (ne se colorant pas au bleu de méthylène sont présents, ainsi que huit organes sensoriaux ciliés (qui eux se colorent au bleu de méthylène et au PAS et révèlent à l'analyse de la succinate déshydrogénase et de la phosphatase acide.
Le manteau présente plusieurs lobes où « la cellule enveloppante de l'organe ciliaire dorsal est reliée à celles de la triade ventrale par un conduit cellulaire et les cellules ciliées centrales des organes émettent des axones l'une vers l'autre ».

## Vulnérabilité des glochidies
Le stade glochidie est un « stade obligé », où les individus sont vulnérables. Ce stade est critique pour la survie de toutes les espèces de moules d'eau douce. Les glochidies sont vulnérables à l'absence d'espèces-hôtes, et très sensibles (parfois aux faibles doses, pour ce qui concerne leur activité ciliaire par exemple) à différents polluants organiques, ou métalliques ou à l'acidification des eaux douces. Différents polluants peuvent avoir des effets toxiques quand ils sont combinés à des doses qui pour un seul des polluants seraient sans effet. Le Cuivre (dont la toxicité pour de nombreux animaux aquatiques est bien connue, ce pourquoi il est utilisé dans les antifouling) fait partie des polluants qui peuvent tuer ou nuire aux glochidies,. Le taux d'oxygène dissous et la température de l'eau sont aussi deux facteurs importants. Certains biocides et médicaments vétérinaires utilisés en piscicultures ou dont les résidus sont rejetés dans la nature peuvent aussi affecter la survie des glochidies
Il faut notamment qu'elles soient en mesure de fermer leurs valves pour s'accrocher à leur hôte pour entamer et réaliser leur stade ectoparasite.
Des glochidies matures (obtenues en grattant les branchies de moules gravides) ont été expérimentalement exposées à des eaux modérément à très légèrement acides (pH 3 à 6,5), ainsi qu'à une eau enrichie en aluminium (150 – 3000 μg/L), ou à une situation combinant une exposition à l'aluminium (300 μg/L) et à un pH faible à légèrement acide (3 – 6,5), ou à du zinc (5 – 30 000 μg/L), à du cadmium (50–3000 μg/L) ou à du cuivre (5 – 1500 μg/L). La résistance des glochidies a été mesurée pour des durées de 24, 48, 72 et 144 heures (par observation du réflexe de fermeture des coquilles de la glochidies en réaction à un irritant (ici du KCl 2,5 M). Pour A. cygnea, les EC50 (50 % des glochidies ne peuvent plus se refermer après 48 h) par métal était (par ordre décroissant) : Cu (EC50 = 5,3 μg/L) > Cd (EC50 = 46,8 μg/L) > Zn (EC50 = 69,1 μg/L) > Al. L'EC50 du pH était de 4,34 pour A. cygnea et de 4,69 pour Anodonta anatina. En présence de 300 μg/L de Al, la mesure EC50 du pH était de 4,46 pour A. cygnea.

## Taux de réussite du stade parasitaire
Un très faible pourcentage des millions de glochidies émises dans l'eau va réellement réussir à s'accrocher et survivre sur un poisson-hôte approprié.
Le taux de survie est mal connu, mais à titre d'exemple, il a été évalué par Wolfgang A. Jansen & J. Mark Hanson sur la perchaude (poisson nord-américain très proche de la perche, dans le lac Narrow (Alberta) durant une période de 4 ans (1986-1989) pour la mulette unionidée Anodonta grandis simpsoniana. Dans ce cas, la population d'anodontes (de 2 ans et plus) a été estimée à 2,9 × 106 individus (dont environ 50 % adultes). À titre d'exemple, ces anodontes ont émis en 1987 environ 38,1 × 1012 glochidies parmi lesquelles seulement 2,6 × 106 (soit un taux de 0,007 %) ont parasité les perchaudes (perchaudes surtout âgées (pour 92 %) d'un à deux ans, les adultes s'immunisant contre cette parasitose). Le taux de survie des glochidies installées sur un hôte était de 27 % environ jusqu'à l'âge de deux ans et de 9 à 18 % jusqu'à la maturité). Les auteurs déduisent de ces chiffres que le stade glochidie/parasitaire est critique pour la survie de l'espèce.